# Bill Mitchell
Pour les articles homonymes, voir Bill Mitchell (homonymie) et Mitchell.
William L. Mitchell, dit « Bill Mitchell », né le 2 juillet 1912 à Cleveland, Ohio, et mort le 12 septembre 1988 à Royal Oak, Michigan, est un styliste automobile américain, successeur de Harley J. Earl à la tête du design et en tant que vice-président de la General Motors de 1959 à 1977.
Son influence sur le style automobile américain a été marquante dès 1938, date de sa première création industrielle, la Cadillac Sixty Special, jusqu’après sa retraite en 1980. Sous sa direction, les voitures américaines abandonnent leurs fameux ailerons au cours des années 1960. Influencé en partie par le style italien, mais surtout par celui des grandes automobiles classiques des années 1930, il supervise aussi bien le dessin des grandes Oldsmobile Toronado, Buick Skylark et Cadillac Eldorado des années 1960 et 1970, que celui de modèles plus sportifs comme le duo Chevrolet Camaro et Pontiac Firebird ou la Pontiac Phantom. Son chef-d’œuvre reste la Corvette Sting Ray de 1963.
Au milieu des années 1970, il sait orienter le style des grandes voitures de luxe américaine vers plus de retenue avec la Cadillac Seville.
Consultant pour Goodyear et pour Yamaha, il consacre sa retraite à son autre passion, la moto.